# David Attoub

a Compétitions nationales et continentales officielles uniquement.

b Matchs officiels uniquement.
Dernière mise à jour le 16 novembre 2024.
David Attoub, né le 7 juin 1981 à Valence (Drôme), est un joueur international français de rugby à XV reconverti ensuite entraîneur de rugby à XV.
Il est d'origine algérienne. Ses parents viennent de Kabylie en Algérie.

## Biographie

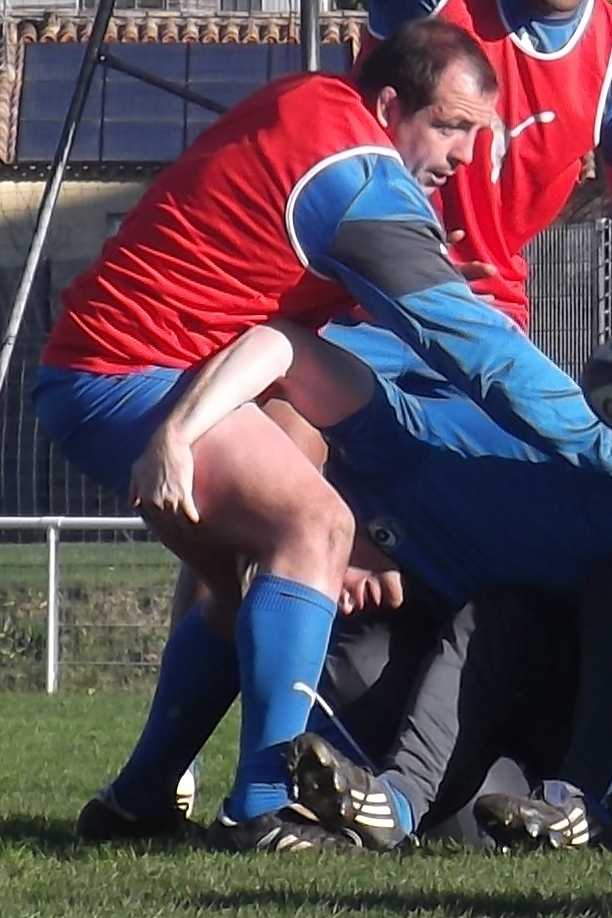
David Attoub à l'entraînement avec Montpellier.

David Attoub est formé au Valence sportif, club avec lequel il débute en senior avant d’être recruté par l'AS Montferrand.
Il joue ensuite pour le Castres olympique, le Stade français, le Montpellier HR et enfin le Lyon OU.
Il a connu un véritable calvaire lors de l'été 2006 à la suite d'une infection par un staphylocoque doré, mais il parvient à revenir au meilleur niveau.
En juin 2009, il participe à la tournée des Barbarians français en Argentine pour affronter le Rosario Invitación XV puis les Pumas,. Les Baa-Baas l'emportent 54 à 30 contre Rosario puis s'inclinent 32 à 18 contre l'Argentine à Buenos Aires.
En janvier 2010, la commission de discipline de l'ERC lui inflige une suspension motivée de 70 semaines pour avoir effectué une « fourchette » sur Stephen Ferris lors d'un match en décembre 2009. Sa suspension est réduite à 52 semaines en France, il est requalifié au niveau national à compter de décembre 2010.
En juin 2011, il participe à la tournée des Barbarians français en Argentine pour jouer deux matchs contre les Pumas. Les Baa-Baas s'inclinent 23 à 19  à Buenos Aires puis l'emportent 18 à 21 à Resistencia.
En novembre 2013, il est sélectionné dans l'équipe des Barbarians français pour affronter les Samoa au Stade Marcel-Michelin de Clermont-Ferrand.

### En équipe nationale
David Attoub est remplaçant lors du test match contre l'équipe des États-Unis, le 4 juillet 2004. Il a honoré sa première cape internationale en équipe de France le 17 juin 2006 contre l'équipe de Roumanie. En janvier 2012, il est appelé par Philippe Saint-André en sélection nationale pour affronter l'Italie lors du Tournoi des Six Nations 2012.
Le 17 mars 2012, lors du dernier match du Tournoi des Six Nations, il honore sa deuxième sélection en équipe de France avec une titularisation.

### Reconversion
En 2012, il intègre l'INSEEC Grande École, aux côtés d'un de ses coéquipiers au Stade français Paris rugby, l'ailier international Julien Arias. Leur but commun étant de se construire un avenir après une éventuelle reconversion, en fin de carrière.
Au cours de la saison 2017-2018, il met un terme à sa carrière et intègre le staff du Lyon olympique universitaire rugby pour entraîner la mêlée. Il supplée ainsi Sébastien Bruno qui quitte le LOU pour entraîner le XV de France.
Avec ses anciens coéquipiers Pascal Papé et Sylvain Nicolas, il est copropriétaire du prestigieux restaurant L'Île, situé à Vernaison.

### Entraîneur
| Saison      | Club    | Division | Poste                  | Classement                | Coupe d'Europe                | Challenge européen |
| ----------- | ------- | -------- | ---------------------- | ------------------------- | ----------------------------- | ------------------ |
| 2017 - 2018 | Lyon OU | Top 14   | Entraîneur de la mêlée | Éliminé en demi-finale    | -                             | Éliminé en poule   |
| 2018 - 2019 | Lyon OU | Top 14   | Entraîneur de la mêlée | Éliminé en demi-finale    | Éliminé en poule              | -                  |
| 2019 - 2020 | Lyon OU | Top 14   | Entraîneur de la mêlée | 2e (arrêt du championnat) | Éliminé en poule              | -                  |
| 2020 - 2021 | Lyon OU | Top 14   | Entraîneur de la mêlée | 9e                        | Éliminé en huitième de finale | -                  |
| 2021 - 2022 | Lyon OU | Top 14   | Entraîneur de la mêlée | 9e                        | -                             | Vainqueur          |

## Palmarès

### En club
- Challenge européen :
  - Finaliste (3) : 2004, 2011 et 2013
- Championnat de France de Pro D2 :
  - Champion (1) : 2016

### En équipe nationale
(À jour au 17.03.12)
- 4 sélections en équipe de France en 2006 et 2012
- Équipe de France A : 2 sélections en 2005 (Angleterre A, Italie A), 1 essai
- Équipe de France -19 ans : champion du monde 2000 en France